# Température de fusion d'un polymère
La température de fusion d'un polymère est la température à laquelle a lieu son passage de l'état caoutchouteux à l'état liquide, visqueux en pratique. Il n'y a fusion que pour les polymères semi-cristallins, seule la partie cristalline est concernée.

## Détermination
La détermination de la température de fusion des polymères semi-cristallins peut être réalisée par plusieurs techniques dont :
- la détection directe par observation visuelle, principalement avec un tube capillaire ;
- la détection avec un microscope polarisant ;
- les techniques d’analyse thermique telles que l’analyse thermomécanique (TMA), l’analyse thermodifférentielle (DTA) et surtout la calorimétrie différentielle à balayage (DSC)[1].

### Tube capillaire

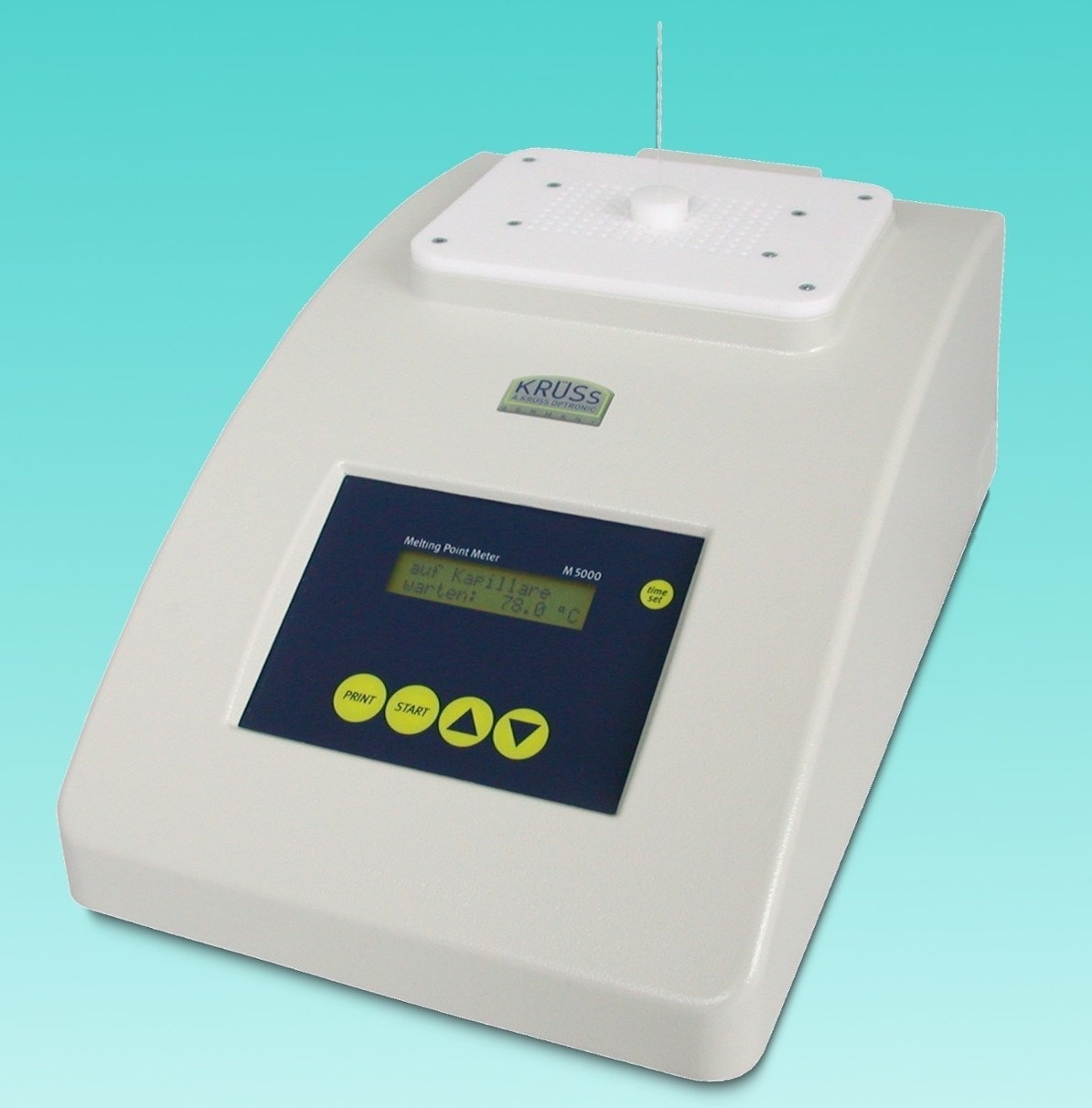
Appareil de fusion avec son tube capillaire.

Pour réaliser cette détermination, il faut :
- un appareil de fusion ;
- un tube capillaire en verre fermé à l’une de ses extrémités ;
- un thermomètre.

L’échantillon est introduit sous forme de poudre ou de morceaux de films dans le tube capillaire. Le thermomètre et le tube capillaire contenant cet échantillon sont introduits dans l’appareil de fusion. L’appareil est mis en chauffe à une vitesse contrôlée. La température de l’échantillon est mesurée au moment du premier changement de forme visible et à nouveau lors de la disparition des dernières traces de la phase continue. La première température correspond à la température de fusion de l'échantillon et la plage comprise entre les deux température est la plage de fusion. La détection peut se faire visuellement ou automatiquement.

### Microscope polarisant
Cette méthode est applicable pour les polymères comportant une phase cristalline biréfringente. Elle évalue les variations des propriétés optiques du polymère en fonction de la température.
Pour réaliser cette détermination, il faut :
- un microscope polarisant comportant un analyseur et un disque polariseur ;
- une platine chauffante ;
- un thermomètre.

L'échantillon est positionné entre le disque polarisant et l'analyseur à l’intérieur du microscope, est chauffé à une vitesse contrôlée. Quand l’échantillon est encore solide, les parties cristallines apparaissent en clair sur fond sombre. À la température de fusion, la biréfringence disparaît pour laisser place à un champ sombre. À cette température, la phase cristalline du polymère perd son anisotropie optique.

## Exemples
La température de fusion des polymères varie généralement entre 125 °C et 325 °C.
| Type                                                     | Sigles         | Point de fusion | Température d'utilisation | Exemples de marques           |
| -------------------------------------------------------- | -------------- | --------------- | ------------------------- | ----------------------------- |
| Acrylonitrile butadiène styrène                          | ABS            | 130 °C          | 60 °C / −35 °C            |                               |
| Polyacétal copolymère ou Polyoxyméthylène                | POMC ou POM    | 165 °C          | 100 °C / −40 °C           | Ertacetal                     |
| Polyamide 6,6                                            | PA6-6          | 255 °C          | 120 °C / −30 °C           | Nylon, Zytel                  |
| Polyamide 6                                              | PA6            | 220 °C          | 100 °C / −40 °C           | Akulon, Ertalon               |
| Polyamide 11                                             | PA11           | 185°C           | 100°C / -40°C             | Rilsan                        |
| Polycarbonate                                            | PC             | 230 °C          | 135 °C / −60 °C           | Makrolon, Lexan, Arla, Resart |
| Polyester thermoplastique ou Polytéréphtalate d'éthylène | PETP ou PET    | 255 °C          | 100 °C / −20 °C           | Arnite, Ertalyte              |
| Polyester thermoplastique transparent                    | PETG           | 255 °C          | 150 °C / −20 °C           | Griphen, Vivak, Vectan        |
| Polyétheréthercétone                                     | PEEK           | 343 à 387 °C    | (250 °C)? / −60 °C        |                               |
| Polyéthylène basse densité                               | PEBD           | ~ 100 °C        | 70 °C / ?                 |                               |
| Polyéthylène haute densité 300                           | PEHD 300       | 130 °C          | 80 °C / −100 °C           |                               |
| Polyéthylène très haute densité 500                      | PEHD 500       | 135 °C          | 80 °C / −100 °C           |                               |
| Polyéthylène très haute densité 1000                     | PEHD 1000      | 138 °C          | 80 °C / −260 °C           |                               |
| Polyméthacrylate de méthyle coulé                        | PMMA plexi gs  | 180 °C          | 70 °C / −40 °C            | Plexiglas, Polivar, Perspex   |
| Polyméthacrylate de méthyle extrudé                      | PMMA plexi XT  | 168 °C          | 70 °C / −40 °C            | Perspex, Acrilex              |
| Polypropylène                                            | PP             | 163 °C          | 100 °C / −10 °C           |                               |
| Polystyrène                                              | PS             | 160 °C          | 60 °C / −10 °C            |                               |
| Polystyrène expansé                                      | PSE            | ?               | 80 °C / ?                 | Sagex, Styropor, Neopor       |
| Polytétrafluoroéthylène                                  | PTFE           | 325 °C          | 260 °C / −200 °C          | Téflon                        |
| Polychlorure de vinyle surchloré                         | PVC-C ou CPVC  | 190 °C          | 100 °C / −10 °C           |                               |
| Polychlorure de vinyle                                   | PVC            | 125 °C          | 60 °C / −10 °C            |                               |
| Polychlorure de vinyle cellulaire ou expansé             | PVC cellulaire | ?               | ? / ?                     | Forex, Kömacel                |
| Polyfluorure de vinylidène                               | PVDF           | 173 °C          | 140 °C / −40 °C           |                               |
| Tissu bakelisé                                           | HGW            | ?               | ? / ?                     |                               |